# Jacob Boersma

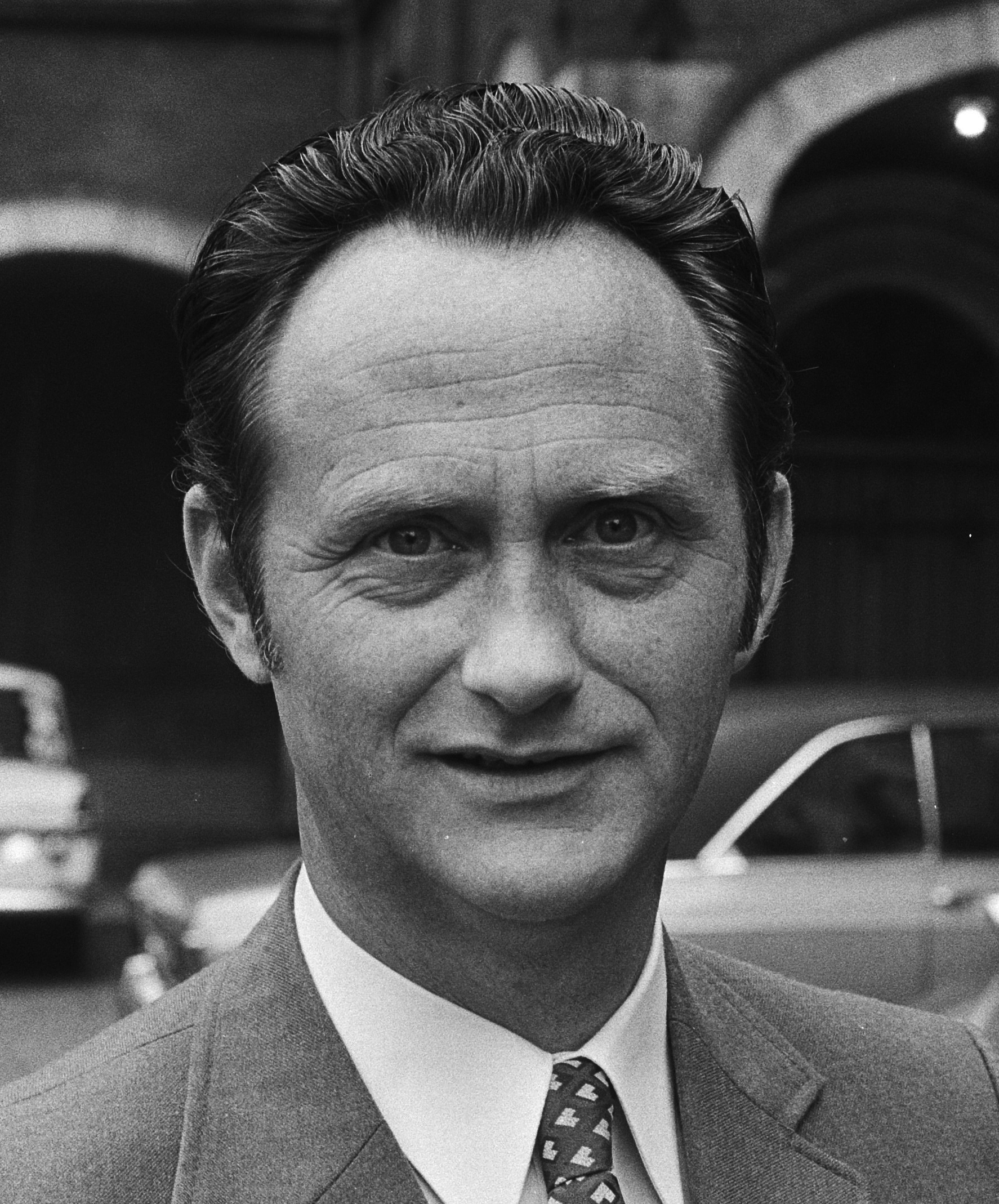
Jacob Boersma (1971)

Jacob (Jaap) Boersma (* 2. Dezember 1929 in Leeuwarden; † 6. März 2012 in Amsterdam) war ein niederländischer Politiker und Minister.

## Leben
Er wuchs in Friesland auf und studierte von 1947 bis 1953 Ökonomie zuerst in Rotterdam und anschließend in Amsterdam. 1964 zog er als Mitglied der Anti-Revolutionären Partei (ARP) in die Zweite Kammer der Generalstaaten ein, der er bis 1971 angehörte. Zusätzlich war er von 1967 bis 1971 ein Vertreter der Niederlande im – damals noch indirekt gewählten – Europäischen Parlament. Von 1971 bis 1977 war er Sozialminister in den Kabinetten von Barend Biesheuvel und Joop den Uyl. Von Januar bis Mai 1973 leitete er geschäftsführend auch das Landwirtschaftsministerium. Nach seiner Amtszeit als Regierungsmitglied war er bis November 1978 erneut Parlamentsabgeordneter. 
Dann legte er sein Mandat nieder und verließ die Politik, um Leiter der Abteilung Technik und Bau des Bau- und Handelskonzerns OGEM zu werden. Dieser wurde 1980 insolvent. Von 1983 bis 1993 war Boersma Direktor der Stadtreinigung von Amsterdam. Die ARP ging 1980 in der christdemokratischen Sammlungspartei Christen-Democratisch Appèl (CDA) auf, aus der Boersma jedoch im Oktober desselben Jahres wieder austrat. Er blieb neun Jahre parteilos, bis er 1989 der Partij van de Arbeid (PvdA) beitritt, deren Mitglied er bis Januar 1996 blieb.